# Tangerine (canción)
«Tangerine» es una canción folk-rock del grupo británico Led Zeppelin, lanzada en el álbum de 1970 Led Zeppelin III. «Tangerine» fue escrita por Jimmy Page años antes, incluso intentó grabarla cuando formaba parte del grupo The Yardbirds.   Esta canción tiene un sonido que parece inspirado por Neil Young.

## Antecedentes
Como con algunos de los sencillos de Led Zeppelin, "Tangerine" es una canción que data de cuando Page estaba con The Yardbirds. Page explicó "La escribí luego de un trastorno emocional y sólo cambié algunas palabras para la nueva versión".  Se ha especulado que pudo ser resultado de su relación con Jackie DeShannon, con quien estuvo involucrado por aquellos años. El 4 de abril de 1968, The Yardbirds grabaron un demo muy similar llamado "Knowing That I'm Losing You" durante sus últimas sesiones de grabación en el Columbia Studios en Nueva York. Page compuso la música y el cantante de The Yardbirds Keith Relf escribió la letra.
Aunque el escritor y documentador de música Bob Carruthers escribió en "Led Zeppelin: Uncensored on the Record" que fue una composición únicamente de Jimmy Page.
"Knowing That I'm Losing You", junto con los otros demos grabados durante sus últimas sesiones, se han visto como meros intentos de The Yardbirds de cumplir con las obligaciones contractuales.

## Grabación y composición
Aunque fue escrita mucho antes, "Tangerine" encajó con el estilo folk-rock californiano de las canciones que Robert Plant y Jimmy Page estaban creando para Led Zeppelin III en Bron-Yr-Aur, su retiro rústico en el sur de Snowdonia, Gales. Led Zeppelin la grabó en Headley Grange, Headley, East Hampshire, usando el Estudio móvil de The Rolling Stones. La canción fue mezclada por Andy Johns en los Olympic Studios en Londres.
La canción inicia con una falsa introducción tranquila, luego de la cual Page se detiene para marcar el tempo correcto con una guitarra acústica de doce cuerdas, haciendo una figura de La menor-G-D.  Jimmy Page explicó para Melody Maker en 1970: "Es normalmente conocido como una falsa introducción. Era una guía para el tempo, y me pareció una buena idea dejarla ahí - en ese tiempo. Yo estaba intentando mantener el tempo un poco bajo. Ahora no estoy seguro si fue una buena idea. Todos preguntan qué demonios está pasando."  Luego Plant canta los primeros versos y el bajista John Paul Jones y el baterista John Bonham entran en el estribillo. Page también agrega acompañamiento de la pedal-steel guitar. Para el estribillo, Plant agrega una armonía vocal doble.

## Publicación e influencia
"Tangerine" fue lanzada en el álbum Led Zeppelin III el 5 de octubre de 1970 en los Estados Unidos y el 23 de octubre de 1970 en Reino Unido y rápidamente fue número uno del top del álbum.  Fue incluida en el lado B del LP, el cual tenía más sencillos acústicos y con influencias folk.  Se dice que "Tangerine" "apunta hacia el futuro ... la introducción acústica podría ser fácilmente vista como una plantilla temprana para 'Stairway to Heaven'".  Durante las giras de Led Zeppelin de 1971-72, la canción fue regularmente incluida en los sets, así como en muchos álbumes de contrabando. Muchos músicos han tocado o grabado esta canción. La canción suena al final de la escena de la partida del autobús en la película del 2000 de Cameron Crowe Casi Famosos.

## Personal
- Robert Plant - voz
- Jimmy Page - guitarra de doce cuerdas, pedal steel guitar
- John Paul Jones - bajo, mandolina
- John Bonham - batería